# Лепешинский, Пантелеймон Николаевич
Пантелеймо́н Никола́евич Лепеши́нский (12 марта 1868 или 29 февраля [12 марта] 1868, Студенец, Могилёвская губерния — 30 сентября 1944, Москва) — профессиональный революционер, партийный деятель, литератор. Муж биолога, академика О. Б. Лепешинской.

## Биография
Родился 29 февраля (12 марта) 1868 года в селе Студенец в семье сельского священника. В 1874 году семья Лепешинских переехала в деревню Литвиновичи Рогачёвского уезда. 1877—1886 годах — Лепешинский учащийся Могилёвской мужской гимназии. В 1886 год поступает на физико-математический факультет Петербургского университета. Здесь он становится одним из самых активных организаторов подпольных студенческих кружков, членом студенческой народовольческой организации. В революционном движении с 1880-х годов, в РСДРП с 1898 года, большевик с 1903 года. В 1900 году — корреспондент «Искры». Неоднократно подвергался арестам, сидел в тюрьме, был в ссылке (1898—1900), (1902—1903). В 1903 году эмигрировал в Швейцарию. В 1905—1916 годах — на партийной работе в Екатеринославе и Петербурге.
Активный участник Октябрьской революции. Октябрьская революция застала Лепешинского в городе Орша. В 1918—19 годах — член коллегии Наркомпроса.
В 1921—1924 годах — член комиссии по изучению истории партии и Октябрьской революции. В 1925—1927 годах — председатель ЦК МОПР. В 1927—1930 годах — директор Исторического музея. В 1935—1936 годах — директор Музея Революции. Автор ряда очерков и брошюр по истории партии. Делегат XV—XVIII съездов и XV—XVII конференций ВКП(б).
Умер 30 сентября 1944 года. За несколько дней до своей смерти закончил роман «Борьба и творчество», над которым трудился около двадцати лет. Похоронен в Москве в колумбарии Новодевичьего кладбища.

 Однажды я был у него дома. Он жил тогда в Доме Правительства у Каменного моста, ныне ул. Серафимовича. Помню, что у него в кабинете, тут же у стола, было рассыпано пшено, которое клевали маленькие цыплята. «Приятно, когда видишь молодую жизнь», — сказал он мне в ответ на мой удивленный взгляд. — Урланис
Именем брата П. Н. Лепешинского — М. Н. Лепешинского названа улица в Черикове.

## Награды
- Орден Трудового Красного Знамени (21.4.1943)

## Дань памяти
Именем Лепешинского названы улицы в городах Могилёве, Гомеле, Орше, Черикове и Пскове.
Также имя Лепешинского долгое время носила премия Советского Союза в области публицистики. С 1976 по 1997 год в Дальневосточном морском пароходстве в реестре был грузовой теплоход «Пантелеймон Лепешинский».
Памятник и мемориальная доска П. Н. Лепешинскому в агрогородке Литвиновичи Кормянского района Гомельской области.
В агрогородке Литвиновичи Кормянского района Гомельской области размещается «Кормянский районный мемориальный музей П. Н. Лепешинского».

## Автор книг
Оставил серию статей, в которых описывает увлечение В. И. Ленина шахматами и даже приводит начало своей партии с ним.
- Лепешинский П. Н. На повороте. — М., 1955.

## Киновоплощения
- 1961 — «В начале века». В роли Лепешинского — Леонид Евтифьев
- В 1986 году был снят художественный фильм «Нетерпение души» о создании Лепешинским школы-коммуны; в роли Лепешинского — Вячеслав Тихонов.